# Leonor de Guzmán
Pour les articles homonymes, voir Guzmán.
 (août 2013).
Si vous disposez d'ouvrages ou d'articles de référence ou si vous connaissez des sites web de qualité traitant du thème abordé ici, merci de compléter l'article en donnant les références utiles à sa vérifiabilité et en les liant à la section « Notes et références ».
Leonor de Guzmán y Ponce de León, dame espagnole, fille de Pierre Núñez de Guzmán et de Juana Ponce de León, est née à Séville en 1310 et morte à Talavera de la Reina en 1351. Femme d'une grande beauté, intelligente, elle est la maîtresse du roi Alphonse XI jusqu'à la mort de celui-ci.

## Biographie

### Origine
Leonor de Guzmán y Ponce de Léon est née dans une famille très riche de la lignée des Guzmán de la noblesse d'Andalousie. Son père est Pierre Núñez de Guzmán et sa mère Juana Ponce de León descendait des rois de Léon. Elle se marie à l'âge de dix-huit ans avec Juan de Velasco qui appartient à la puissante noblesse castillane avec lequel elle connut le véritable amour, mais après trois ans de mariage elle devient veuve et se retire chez sa grand-mère à Séville. C'est en 1327 qu'elle fait la rencontre du roi Alphonse XI de Castille à qui elle inspirera une violente passion jusqu'à sa mort.

### Relation d'Alphonse XI avec sa femme Marie

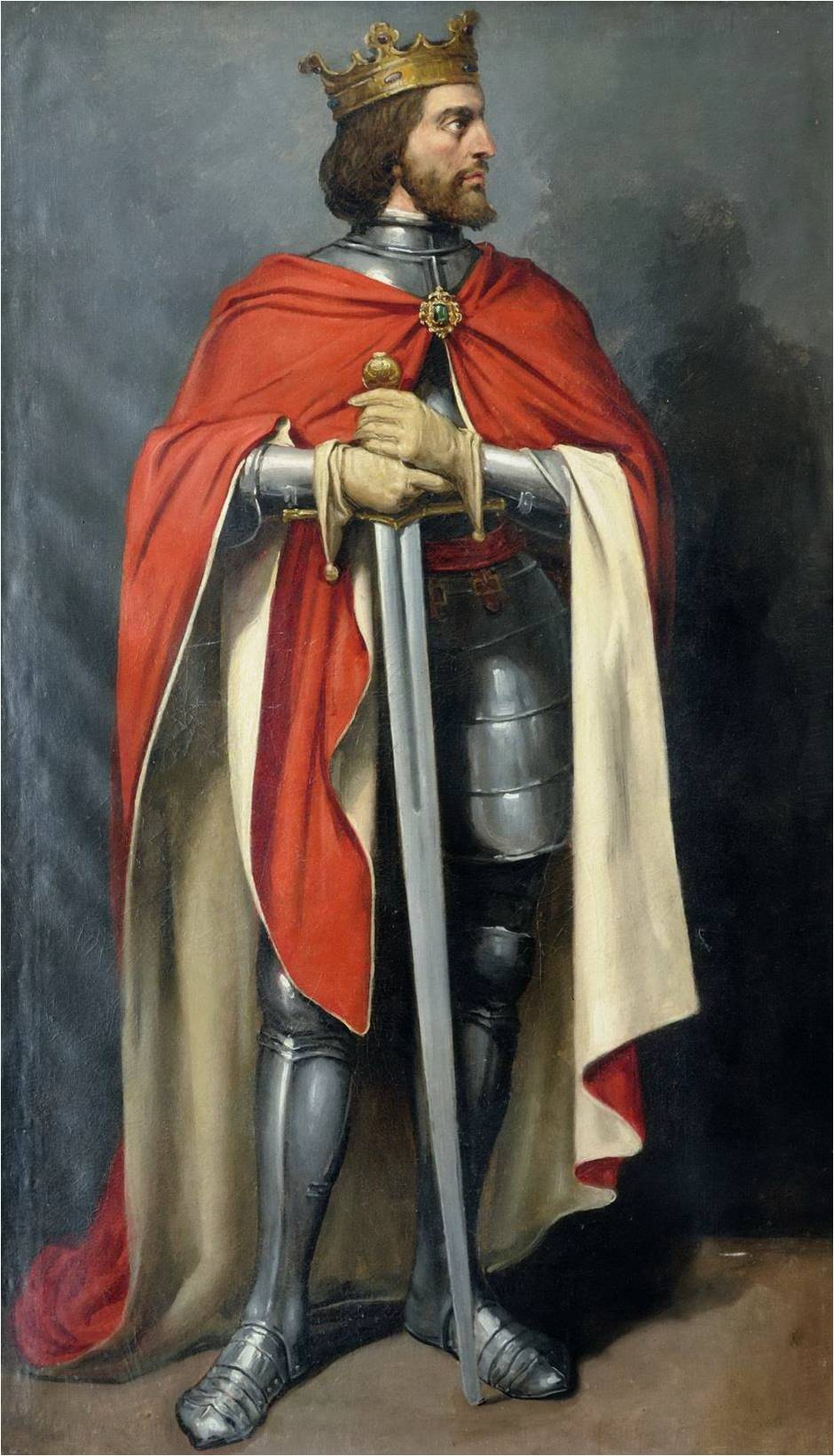
Alphonse XI (portrait imaginaire du XIX).

Alphonse XI s'était remarié en 1328 à Marie de Portugal, qui avait quinze ans et lui dix-sept ans. C'est un mariage politique et les relations des deux époux sont difficiles, son épouse étant quelqu'un d'austère, difficile et froide, il n'y a aucune relation intime entre eux. 

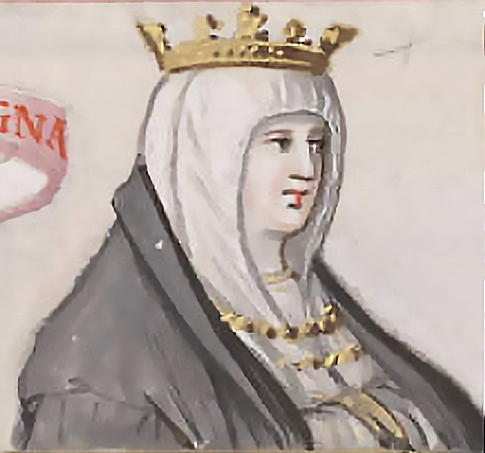
Marie de Portugal

Elle ne lui donne que deux fils dont un meurt très jeune :
- Ferdinand (1332-1333) qui repose dans le monastère sainte Clémente (Séville) avec sa mère.
- Pierre Ier, surnommé le Cruel (1334-1369), qui succédera à son père en 1350.

### Maîtresse du roi
Alphonse XI rencontre Leonor de Guzmán dans la maison d'Enrique Enriquez, l'époux de la sœur de Leonor. Alphonse XI délaisse son épouse et son fils légitime pour se consacrer entièrement à sa famille illégitime, qu'il dote richement en terres, et qui est élevée à un statut proche de celui de la reine et de l'infant. Cette situation entraîne de graves rancœurs chez Pierre Ier et sa mère, qui, après la mort du roi en 1350, feront preuve d'un esprit de vengeance affirmé envers les héritiers bâtards du roi défunt. 
Leonor est une femme intelligente et active qui possède une forte influence sur Alphonse, en obtenant notamment que son fils[Lequel ?] soit marié à une fille d'Édouard III d'Angleterre. Le roi la dote de terres, d'argent, ce qui suscite la désapprobation de la noblesse. Ses manœuvres politique irritent effectivement Don Juan Manuel, le chef d'une ligue nobiliaire, qui la considère comme une mauvaise femme et ses enfants comme les fruits du péché ; le pape Benoit XII condamne cette relation. En 1334, les deux amants doivent se séparer à cause de la naissance du prince héritier Pierre Ier.
La relation que Leonor de Guzmán entretient avec Alphonse XI est de notoriété publique, au point qu'Alphonse IV du Portugal, le beau-père d'Alphonse, sermonne son gendre à ce sujet car il ne veut pas voir sa fille humiliée. Pour rompre cette relation, il arrête sa collaboration avec la Castille dans la lutte contre les Musulmans, sollicite l'intervention du pape et encourage les révoltes contre son gendre. Mais toutes ces manœuvres échouent, et cela finit par une guerre entre la Castille et le Portugal (1336-1338), que la Castille gagne.
Après la guerre, Alphonse XI décide de mettre fin à leur relation et d'enfermer Leonor de Guzmán dans un couvent, ce qui fait revenir la paix entre les deux royaumes, mais après la bataille de Tarifa, il rompt sa promesse et décide de la revoir.

### La chute

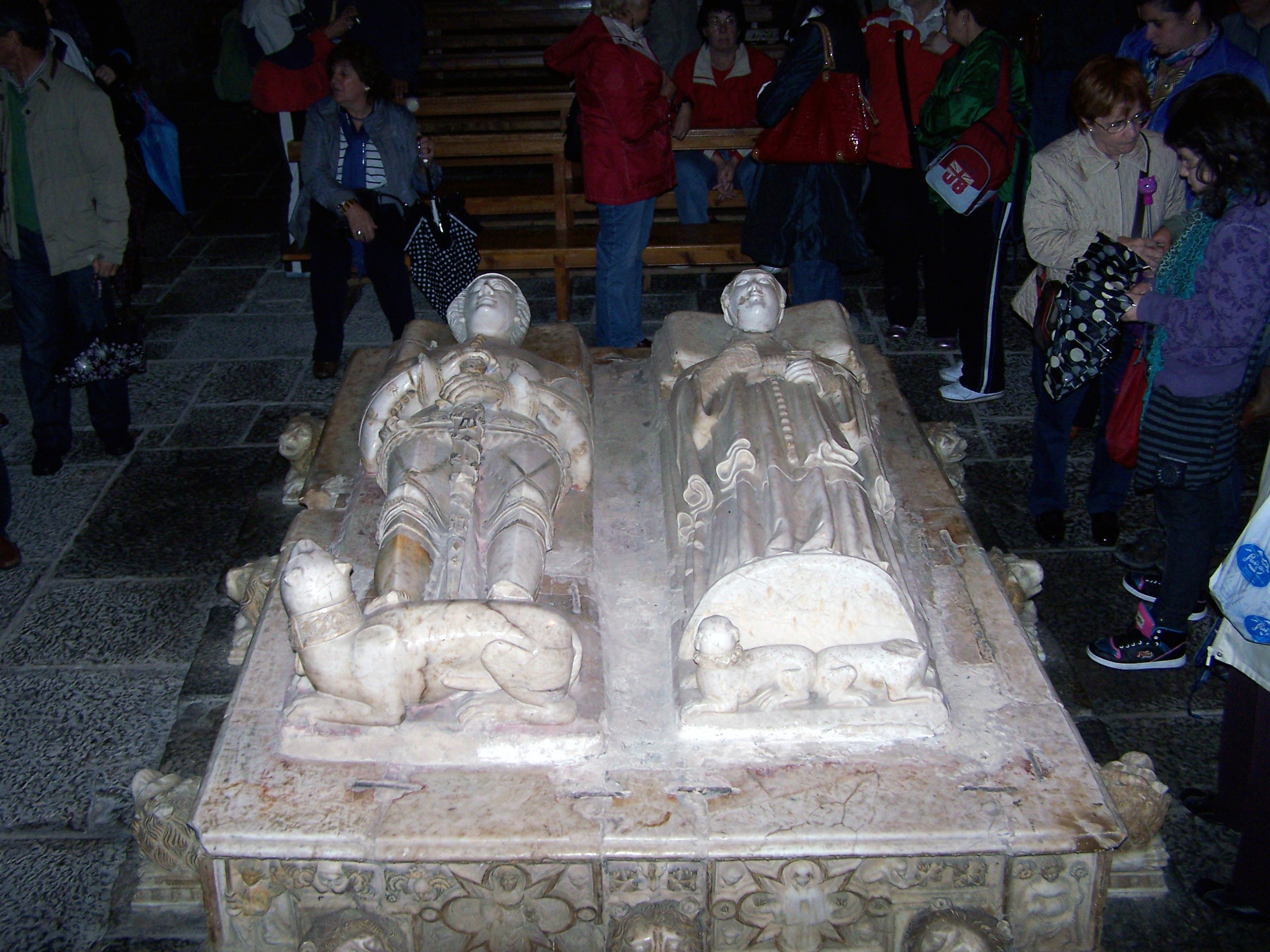
Tombeau de Juan de Velasco et de Leonor de Guzmán

En août 1349, Leonor de Guzmán, accompagnée des jumeaux Henri et Alphonse accompagne Alphonse au siège de Gibraltar contre les Maures. C'est là que le 25/26 mars 1350, Alphonse est emporté par la peste, ce qui signe la fin de son influence. Elle est chassée de la cour et se réfugie à Medina Sidonia. Deux semaines après la mort du roi, elle veut quitter le royaume pour se réfugier en Aragon, et envoie donc une lettre à Pierre IV d'Aragon lui demandant protection, mais celui-ci refuse. 
Elle se retrouve alors seule avec ses enfants et n'a plus son influence politique. En avril, Leonor se réfugie à Séville, où elle se rend à Juan Alfonso de Alburquerque, le favori du nouveau roi, et à Juan Nuñez de Lara, le sous-lieutenant du roi défunt, contre la promesse qu'il ne lui sera fait aucun mal si elle rend hommage au nouveau roi. Mais le marché n'est pas respecté et le roi confisque les biens de Leonor de Guzmán que son amant lui avait offert ; elle est ensuite enfermée dans l'Alcazar. 
Elle est ensuite envoyée à l'alcazar de Talavera où elle est exécutée en 1351. Les rivalités entre descendants légitimes et illégitimes se traduisent en luttes et aboutissent à une guerre ouverte entre le roi Pierre Ier et le bâtard Henri de Trastamare. Henri l'emporte et prend la place du monarque légitime, exécuté sommairement, consacrant la nouvelle dynastie de Trastamare.

## Descendance
Elle donne naissance à dix enfants d'Alphonse XI :
- Pierre Alphonse de Castille, seigneur d'Aguilar de Campoo,
- Jeanne de Castille, seigneur de Trastamare,
- Sanche Alphonse de Castille, seigneur de Ledesma,
- Henri de Trastamare, le futur roi Henri II,
- Fadrique Alphonse de Castille, frère jumeau d'Henri, maître de l'Ordre de Santiago et seigneur de Haro,
- Ferdinand Alphonse de Castille, seigneur de Ledesma,
- Tello de Castille, seigneur d'Aguilar de Campoo et de Biscaye,
- Jean Alphonse de Castille, seigneur de Badajoz et de Jerez de la Frontera,
- Sanche de Castille, Comte d'Alburquerque,
- Pierre de Castille.